# Toronto crunk style
Toronto Crunk Style – nielegal polskiego zespołu crunkowego Północny Toruń Projekt wydany w 2007 roku.

## Lista utworów
1. „Reprezentuję”
2. „Nie wiesz kto”
3. „Hałas”
4. „Zajebiste życie”
5. „Jakby”
6. „Pierdolę” (gościnnie: 44)
7. „Nie ma chuja”
8. „A ty co”
9. „Co”
10. „Właśnie tak”
11. „Więcej hajsu”
12. „Północny Toruń”